# Texas Jim Lewis
James „Texas Jim“ Lewis junior (* 15. Oktober 1909 in Meigs, Georgia; † 23. Januar 1990) war ein US-amerikanischer Countrymusiker des Western Swing. 

## Leben und Wirken
James Lewis’ Mutter starb, als er fünf Jahre alt war; sein Vater, ein U.S. Marshal und Old-Time-Fiddler, heiratete erneut und hatte zwei weitere Kinder. 1919 zog die Familie nach Fort Myers (Florida), wo Lewis bis 1928 lebte, bevor er nach Texas zog. Dort begann er als Sänger aufzutreten, bald unter seinem Spitznamen „Texas Jim“. Um 1930 kehrte er, während seine Familie in Detroit wohnte, in seine Heimatstadt zurück und trat in lokalen Bars mit seinem 14-jährigen Halbbruder Rivers „Jack“ Lewis auf. Von 1932 bis 1934 lebte er erneut in Texas und spielte mit den Swift Jewel Cowboys in Houston. Danach lebte er wieder in Detroit, gehörte Jack West's Circle Star Cowboys und arbeitete für die Radiostation WJR. Anschließend gründete er die Formation Lone Star Cowboys, der u. a. Jack Rivers und Smokey Rogers angehörte, und zog nach New York City, wo er fünf Jahre blieb. Dort trat er mit einem Repertoire aus Western Swing und populären Nummern in Clubs und Radio auf; ferner entstanden Plattenaufnahmen für Vocalion Records, bevor er zwischen August 1940 und Februar 1944 circa 40 Plattenseiten für Decca Records einspielte, darunter die Titel „Molly Darling“, „Squaws Along The Yukon“, „Too Late to Worry, Too Blue to Cry“ (Decca, #3 der Countrycharts) und die humoristische Nummer „When There's Tears in the Eye of a Potato (Then I'll Be Crying for You)“'.
Lewis wurde landesweit durch sein selbst konstruiertes Musikobjekt bekannt, das er nach der Musiktradition Hootenanny als Hootin'nanny benannte und Waschbretter, Martinshorn, Kuhglocken, Hupen, Sirenen und Gewehre enthielt. 1937 hatte er einen ersten Filmauftritt in dem Vitaphone-Film Stuck On the West. Mit seinem Hootin'nanny hatte er im selben Jahr Auftritte in 41 weiteren Filmen wie in Swingin' in the Barn der Universal Studios sowie in Produktionen der Studios von Republic Pictures, Columbia Pictures und Warner Brothers, darunter Drug Store Follies, All Aboard und Down Mexico Way (1941, mit Gene Autry). 
Als Lewis 1942 zum Militärdienst eingezogen wurde, übernahm Spade Cooley die Leitung der Band. Als Lewis 1944 in die Musikszene zurückkehrte, hatte er weiter Rollen in Westernfilmen; mit Smiley Burnette trat er in Law of the Canyon (1946) auf. Außerdem formierte er eine neue Band, gründete einen Club und tourte bis 1950, als er sich in Seattle niederließ. Dort hatte er eine Radioshow und wurde schließlich durch seine Kindersendung Sheriff Tex's Safety Junction beim Fernsehsender KING-TV bekannt, die sieben Jahre lief. Er trat außerdem mit dem Programm im kanadischen Fernsehen auf und nahm Musik für Kinder auf. Nach dem Auslaufen der Sendereihe trat er weiterhin in Clubs in Seattle auf.

## Filmografie (Auswahl)
- 1940: Badmen from Red Butte
- 1940: Carolina Moon
- 1941: Down Mexico Way
- 1942: Pardon My Gun
- 1942: The Old Homestead
- 1947: The Stranger from Ponca City
- 1947: Law of the Canyon